# Morti nel 1966/Marzo
| Questa pagina contiene informazioni ricavate automaticamente dalle voci biografiche con l'ausilio del template Bio e di un bot. L'aggiornamento è periodico e automatico e ricostruisce completamente la pagina. Se manca una persona in questa lista, sei pregato di non aggiungerla, ma accertati piuttosto che la sua voce biografica contenga il template Bio e che i dati anagrafici siano correttamente compilati. Se il template Bio manca, inseriscilo tu stesso o, in alternativa, metti l'avviso {{tmp\|Bio}} che ne segnala la mancanza. Se i dati riportati sono sbagliati, correggi direttamente la voce biografica; le modifiche saranno visibili in questa lista entro pochi giorni. Per chiarimenti vedi il progetto biografie. La lista contiene solo le 85 persone che sono citate nell'enciclopedia e per le quali è stato implementato correttamente il template Bio. Pagina aggiornata al 3 mar 2024. |

- 1º marzo - Károly Csapkay, allenatore di calcio e calciatore ungherese (n. 1893)
- 1º marzo - Fritz Houtermans, fisico tedesco (n. 1903)
- 1º marzo - Guglielmo Tornabuoni, calciatore e allenatore di calcio italiano (n. 1899)
- 3 marzo - Alfonso Castaldo, cardinale e arcivescovo cattolico italiano (n. 1890)
- 3 marzo - William Frawley, attore statunitense (n. 1887)
- 3 marzo - Augusto Masetti, anarchico italiano (n. 1888)
- 3 marzo - Alice Pearce, attrice statunitense (n. 1917)
- 3 marzo - Murray Raney, ingegnere meccanico statunitense (n. 1885)
- 5 marzo - Anna Andreevna Achmatova, poetessa russa (n. 1889)
- 6 marzo - Raza Ali Khan Bahadur, principe indiano (n. 1908)
- 6 marzo - Richard Hageman, compositore olandese (n. 1881)
- 6 marzo - Charles Lomberg, multiplista svedese (n. 1886)
- 6 marzo - Kenneth S. Webb, regista, sceneggiatore e compositore statunitense (n. 1885)
- 7 marzo - Contardo Barbieri, pittore italiano (n. 1900)
- 7 marzo - Giuseppe Bellocchio, generale e partigiano italiano (n. 1889)
- 7 marzo - George Camsell, calciatore inglese (n. 1902)
- 7 marzo - Hilding Ekman, mezzofondista svedese (n. 1893)
- 7 marzo - Arno Neumann, calciatore tedesco (n. 1885)
- 7 marzo - Giuseppe Romagnoli, medaglista e scultore italiano (n. 1872)
- 7 marzo - Carlo Vergara Caffarelli, ammiraglio italiano (n. 1877)
- 8 marzo - Nicola Vaccaro, politico e avvocato italiano (n. 1893)
- 9 marzo - René Barbier, schermidore francese (n. 1891)
- 9 marzo - Pablo Birger, pilota automobilistico argentino (n. 1924)
- 9 marzo - Muchametša Abrachmanovič Burangulov, poeta e drammaturgo sovietico (n. 1888)
- 9 marzo - Fidelio Finzi, direttore di coro e compositore italiano (n. 1889)
- 10 marzo - Alfonso Maria Ferroni, missionario e vescovo cattolico italiano (n. 1892)
- 10 marzo - Frank O'Connor, scrittore irlandese (n. 1903)
- 10 marzo - Frits Zernike, fisico olandese (n. 1888)
- 11 marzo - Wilhelm Ederle, medico e psichiatra tedesco (n. 1901)
- 11 marzo - Ugo Panichi, mineralogista italiano (n. 1872)
- 12 marzo - Mariano Bottino, attore italiano (n. 1882)
- 12 marzo - Victor Brauner, pittore rumeno (n. 1903)
- 12 marzo - Sydney Camm, ingegnere aeronautico britannico (n. 1893)
- 12 marzo - Keith Molesworth, giocatore di football americano statunitense (n. 1905)
- 12 marzo - Estelita Rodriguez, attrice statunitense (n. 1928)
- 12 marzo - Ed Wachter, cestista e allenatore di pallacanestro statunitense (n. 1883)
- 13 marzo - Onofrio Martinelli, pittore italiano (n. 1900)
- 14 marzo - Johnny Duncan, calciatore e allenatore di calcio scozzese (n. 1896)
- 14 marzo - Jörg Hartmann e Lothar Schleusener,  tedesco (n. 1955)
- 14 marzo - Vincenzo Lojali, vescovo cattolico italiano (n. 1894)
- 14 marzo - John Slim, lottatore britannico (n. 1885)
- 15 marzo - James Donahue, multiplista statunitense (n. 1885)
- 15 marzo - István Nemes, calciatore ungherese (n. 1905)
- 15 marzo - Spyros Peristerīs, compositore greco (n. 1900)
- 15 marzo - Abe Saperstein, imprenditore, dirigente sportivo e allenatore di pallacanestro statunitense (n. 1902)
- 15 marzo - Otello Toso, attore italiano (n. 1914)
- 15 marzo - Grete Weiskopf, scrittrice tedesca (n. 1905)
- 16 marzo - Nicola Di Biase, ciclista su strada italiano (n. 1894)
- 16 marzo - Joel Stebbins, astronomo statunitense (n. 1878)
- 17 marzo - Don Eagle, wrestler e pugile canadese (n. 1925)
- 17 marzo - Santiago Lovell, pugile argentino (n. 1912)
- 17 marzo - Celeste Aida Zanchi, attrice italiana (n. 1886)
- 18 marzo - Vincenzo Ferniani, ingegnere italiano (n. 1871)
- 18 marzo - Robert F. Hill, regista cinematografico, sceneggiatore e attore canadese (n. 1886)
- 19 marzo - Erik Aaes, scenografo danese (n. 1899)
- 19 marzo - Eduardo Alfredo Olivero, militare e aviatore argentino (n. 1896)
- 19 marzo - Buster West, attore statunitense (n. 1901)
- 21 marzo - Gertrude Hoffmann, ballerina e coreografa statunitense (n. 1886)
- 21 marzo - Franco Lolli, scenografo italiano (n. 1910)
- 22 marzo - Dallas Brooks, generale e politico britannico (n. 1896)
- 22 marzo - John Harlin, alpinista e aviatore statunitense (n. 1935)
- 22 marzo - Gioacchino Maglioni, compositore e violinista italiano (n. 1891)
- 23 marzo - Otto Reche, antropologo, docente e scrittore tedesco (n. 1879)
- 23 marzo - Hilde Schrader, nuotatrice tedesca (n. 1910)
- 24 marzo - Frederick Foley, medico statunitense (n. 1891)
- 24 marzo - Vendelín Javorka, presbitero slovacco (n. 1882)
- 25 marzo - Michele Giua, chimico e politico italiano (n. 1889)
- 25 marzo - Vladimir Fëdorovič Minorskij, iranista russo (n. 1877)
- 25 marzo - Zara Prima, cantante italiana (n. 1894)
- 26 marzo - Victor Hochepied, nuotatore francese (n. 1883)
- 26 marzo - Tony Terlazzo, sollevatore statunitense (n. 1911)
- 27 marzo - José María Albareda, farmacologo, agronomo e presbitero spagnolo (n. 1902)
- 27 marzo - Karl König, pediatra austriaco (n. 1902)
- 27 marzo - Helen Menken, attrice teatrale statunitense (n. 1901)
- 27 marzo - Jef Moerenhout, ciclista su strada belga (n. 1910)
- 28 marzo - Uberto Pestalozza, storico, paleografo e docente italiano (n. 1872)
- 28 marzo - Josef Waitzer, discobolo, giavellottista e multiplista tedesco (n. 1884)
- 29 marzo - Stylianos Gonatas, generale e politico greco (n. 1876)
- 30 marzo - Arturo Massolo, filosofo e storico italiano (n. 1909)
- 30 marzo - Maxfield Parrish, pittore e illustratore statunitense (n. 1870)
- 30 marzo - Erwin Piscator, regista teatrale tedesco (n. 1893)
- 30 marzo - Jelly d'Arányi, violinista ungherese (n. 1893)
- 31 marzo - Fortunato Calcagno, politico italiano (n. 1900)
- 31 marzo - Oreste Filopanti, partigiano italiano (n. 1886)
- 31 marzo - Samuel Albert Levine, cardiologo statunitense (n. 1891)